# Connexin 43
Connexin 43 é uma proteína encontrada em vários órgãos e células, mas é mais frequentemente encontrada no coração.